# Pierre Nguyen Van Tot
Pierre Nguyên Van Tot (vietnamita: Phêrô Nguyễn Văn Tốt; nacido el 15 de abril de 1949) es un prelado vietnamita de la Iglesia católica y diplomático de la Santa Sede.

## Biografía
Pierre Nguyên Van Tot nació el 15 de abril de 1949 en Thủ Dầu Một, provincia de Bình Dương, Vietnam. Fue ordenado sacerdote de la diócesis de Phu Cuong el 24 de marzo de 1974.
Se unió al servicio diplomático de la Santa Sede el 1 de mayo de 1985 y cumplió misiones en Panamá, Brasil, Zaire, Ruanda y Francia. Se convirtió en encargado de negocios en Benín el 27 de noviembre de 1999.  Obtuvo un título de la Pontifical Universidad Urbaniana en 1987.
El 25 de noviembre de 2002, el Papa Juan Pablo II lo nombró Arzobispo Titular de Rusticiana y Nuncio Apostólico para Benín y Togo.  Recibió su consagración episcopal del Papa Juan Pablo el 6 de enero de 2003.
El 24 de agosto de 2005, el Papa Benedicto XVI lo nombró nuncio apostólico en Chad y la República Centroafricana.  Posteriormente, fue nombrado nuncio en Costa Rica el 13 de mayo de 2008. 
El 22 de marzo de 2014, el Papa Francisco lo nombró nuncio apostólico en Sri Lanka.  El Papa Francisco aceptó su renuncia el 2 de enero de 2020.

## Escritos
- Le bouddha et le Christ: Parallèles et ressemblances dansla littérature canonique et apocryphe chrétienne (en francés). Urbaniana University Press. 1987. ISBN 8840132848.